# Benelux-parlement
De Benelux Interparlementaire Assemblee, kortweg Benelux-parlement of Benelux-raad genoemd en tot 2015 bekend als Raadgevende Interparlementaire Benelux-raad (IPR), is een parlementair instituut van de Benelux zonder beslissingsbevoegdheid.

## Geschiedenis
Het Benelux-parlement werd opgericht op 5 november 1955 door België, Nederland en Luxemburg. Het parlement behandelt meer onderwerpen dan waarvoor de  Benelux Unie bevoegd is. Dit komt doordat het eerder is opgericht dan de Benelux. Naast aangelegenheden eigen aan de Benelux, behandelt het parlement onder meer zaken aangaande culturele toenadering en samenwerking op het gebied van buitenlands beleid. De twee officiële talen van het Benelux-parlement zijn Nederlands en Frans. Het Benelux-parlement komt afwisselend en voor twee opeenvolgende jaren bijeen in Brussel, Den Haag en Luxemburg. Men komt driemaal per jaar bij elkaar. Het parlement beschikt over een vast secretariaat, dat zetelt in het Paleis der Natie te Brussel.
Het Benelux-parlement vervult drie rollen:
1. Het houdt de nationale regeringen van de deelnemende landen op de hoogte van de meningen die leven in de verschillende parlementen.
2. Het adviseert de drie regeringen op het gebied van economische en grensoverschrijdende samenwerking, maar eventueel ook andere zaken.
3. Het stimuleert de samenwerking tussen de Benelux-landen én in internationaal verband.

## Hervorming Benelux-parlement
Op de zomerzitting van 12 en 13 juni 2009 nam het Benelux-parlement eenparig een voorstel tot aanbeveling aan om zijn werking te moderniseren en de betreffende overeenkomst tussen de drie Benelux-landen te herzien. Na enige jaren van discussie over de uitbreiding van de bevoegdheden van het Benelux-parlement werd op 20 januari 2015 een volledig nieuw Benelux-parlement-verdrag ondertekend door de drie landen. Hierin wordt onder andere het interpellatierecht versterkt en de werking van het parlement verbeterd. Er werd (nog) niet besloten om de adviserende bevoegdheid uit te breiden naar een (mede)beslissingsrecht (ook niet op deelgebieden). De laatste jaren ontwikkelt zich echter een discussie over het recht tot (mede)beslissing, waarbij wordt gerefereerd aan het subsidiariteitsbeginsel zoals dit eveneens wordt toegepast in de Europese Unie. Tevens werd middels dit verdrag de officiële naam van het Benelux-parlement veranderd van 'Raadgevende Interparlementaire Benelux-raad' naar 'Benelux Interparlementaire Assemblee'.
De samenwerking in de vernieuwde Benelux Interparlementaire Assemblee betreft, overeenkomstig artikel 3 van het nieuwe verdrag, onderwerpen die rechtstreeks verband houden met:
- De grensoverschrijdende samenwerking op alle niveaus;
- Het voortbestaan en de verdere ontwikkeling van een economische unie;
- De duurzame ontwikkeling;
- De samenwerking op de gebieden van justitie en binnenlandse zaken;
- De externe samenwerking van de Benelux Unie met andere staten en deelstaten, in het bijzonder met lidstaten van de Europese Unie en regionale samenwerkingsverbanden van deze lidstaten;
- De samenwerking tussen de drie partijen op het gebied van het buitenlands beleid en van Europese vraagstukken.

De Benelux Interparlementaire Assemblee zal ook andere vraagstukken kunnen bespreken die de drie landen aangaan, indien twee derde van de leden van het Benelux-parlement daarmee instemt.

## Samenstelling

### Voorzitter
De voorzitter van het Benelux-parlement wordt voor twee jaar gekozen. De huidige voorzitter is Francine Closener uit Luxemburg.

### Leden
In het Benelux-parlement nemen 49 leden van de parlementen van de drie landen zitting: 21 Belgische, 21 Nederlandse en zeven Luxemburgse leden. Daarnaast worden 49 plaatsvervangende leden benoemd.
- De 21 Belgische leden worden gekozen uit en door de zeven nationale en regionale parlementen:
  - 10 leden uit de Kamer van volksvertegenwoordigers
  - 5 leden uit het Vlaams Parlement
  - 3 leden uit het Parlement van de Franse Gemeenschap
  - 2 leden uit het Waals Parlement
  - 1 lid uit het Parlement van de Duitstalige Gemeenschap
- De 21 Nederlandse leden worden gekozen uit en door de leden van de Staten-Generaal:
  - 12 leden uit de Eerste Kamer [4]
  - 9 leden uit de Tweede Kamer [4]
- De Luxemburgse leden worden gekozen uit en door de leden van het Luxemburgse parlement:
  - 7 leden uit de Kamer van Afgevaardigden (Chambre des Députés)

### Fracties
De leden vormen nationale delegaties met de leden uit eenzelfde land en groeperen zich daarnaast naar politieke gezindheid in fracties. Er zijn vier fracties (stand augustus 2023):
- Christelijke fractie (bestaande uit CD&V, CSP, N-VA, CDA, ChristenUnie, NSC, CSV en ADR)
- Liberale fractie (bestaande uit MR, Open Vld, D66, VVD en DP)
- Socialistische fractie (bestaande uit Ecolo-Groen, PS, GroenLinks-PVDA, SP, LSAP en Déi Gréng)

Een erkende fractie dient uit ten minste vijf leden te bestaan. VB, PVDA-PTB, BBB, PVV en OPNL maken geen deel uit van een fractie.